# Porto di Igoumenitsa
Il porto di Igoumenitsa (in sigla IGO) è un'infrastruttura marittima sita in corrispondenza del comune greco di Igoumenitsa, nella periferia dell'Epiro; il suo traffico è prevalentemente diretto verso l'Italia e la vicina isola di Corfù.
Esso è formato dal porto nuovo che ospita le linee internazionali e dal porto vecchio dove ormeggiano le numerose navi da e per le vicine isole greche.
Il porto è situato in una locazione molto particolare, usata dai greci fin dai tempi antichi per il commercio di sete e opere d'arte preziose, pesca, e scopi bellici. Negli anni, è diventato sempre più un importante crocevia delle rotte che collegano l'Italia alla Grecia, alla Bulgaria e alla Turchia, soprattutto da quando è terminata, nel 2009, la costruzione dell'autostrada A2 Egnatia Odos, che per 670 km attraversa la Grecia settentrionale unendo la costa ionica con il confine fra Grecia e Turchia.
Narra la leggenda che il famoso eroe delle mitologia Aiace fece sbarcare proprio a Igoumenitsa le truppe che aiutarono Odisseo, conosciuto meglio come Ulisse, nell'assedio alla città di Illio.

## Collegamenti attuali
Collegamenti con l'Italia
| Destinazione     | Compagnia                                          |
| ---------------- | -------------------------------------------------- |
| Venezia - Ancona | Anek Lines Superfast Ferries Grimaldi Minoan Lines |
| Bari             | Superfast Ferries Ventouris Ferries                |
| Brindisi         | Grimaldi Lines Minoan Lines                        |

Collegamenti locali
| Destinazione | Compagnia                     |
| ------------ | ----------------------------- |
| Corfù        | Kerkyra Seaways Kerkyra Lines |
| Lefkimmi     | Lefkimmi Lines                |
| Passo        | Kerkyra Seaways               |